# أوسكار أوبراين
أوسكار أوبراين هو عازف بيانو وملحن كندي، ولد في 7 سبتمبر 1892 في أوتاوا في كندا، وتوفي في 20 سبتمبر 1958 في مونتريال في كندا.

## وصلات خارجية
- أوسكار أوبراين على موقع ميوزك برينز (الإنجليزية)
- أوسكار أوبراين على موقع ديسكوغز (الإنجليزية)